# Fargesia dracocephala
Fargesia dracocephala es una especie de bambú nativa de China. En chino es llamado longtou jianzhu lo cual significa cabeza de dragón. El nombre científico es derivado del griego antiguo y tiene el mismo significado. La planta se encuentra a gran altitud al sur de Gansu, al oeste de Hubei, al sur de Shaanxi y al norte de Sichuan. La planta es un importante alimento para el panda gigante.

## Taxonomía
Fargesia dracocephala fue descrito por T.P.Yi  y publicado en Bulletin of Botanical Research 5(4): 127–128, f. 4. 1985.
Etimología
Fargesia: nombre genérico otorgado en honor del botánico francés Paul Guillaume Farges.
dracocephala; epíteto derivado del griego antiguo que significa cabeza de dragón.
Sinonimia
- Thamnocalamus dracocephalus (T.P.Yi) Demoly[3][4]